# Cinque Nazioni 1995
Il Cinque Nazioni 1995 (in inglese 1995 Five Nations Championship, in francese Tournoi des Cinq Nations 1995, in gallese Pencampwriaeth y Pum Gwlad 1995) fu la 66ª edizione del torneo annuale di rugby a 15 tra le squadre nazionali di Francia, Galles, Inghilterra, Irlanda e Scozia, nonché la 101ª in assoluto considerando anche le edizioni dell'Home Nations Championship.
Il torneo fu dominato dall'Inghilterra, vittoriosa per la trentunesima volta e al suo terzo Grande Slam in cinque anni e undicesimo complessivo; il suo mediano d'apertura Rob Andrew, inoltre, si aggiudicò il riconoscimento di miglior marcatore con 53 punti.
Dal punto di vista statistico, la Scozia colse la sua prima vittoria in Francia dopo 26 anni, la prima assoluta al Parco dei Principi di Parigi dopo la sua riapertura nel 1972.
Il Galles terminò, invece, all'ultimo posto con il whitewash, il quinto della sua storia nel torneo e il secondo in cinque anni.
Il valore delle marcature, come stabilito dall’IRFB nel 1992, era: 5 punti per ciascuna meta (7 se trasformata), 3 punti per la realizzazione di ciascun calcio piazzato, idem per il drop.

## Nazionali partecipanti e sedi
| Squadra     | Città     | Impianto interno   |
| ----------- | --------- | ------------------ |
| Francia     | Parigi    | Parco dei Principi |
| Galles      | Cardiff   | National Stadium   |
| Inghilterra | Londra    | Twickenham         |
| Irlanda     | Dublino   | Lansdowne Road     |
| Scozia      | Edimburgo | Murrayfield        |

## Risultati

### 1ª giornata
| Arbitro: | John Pearson |

|                        |      |                |
| E. Ntamack Saint-André | mt   |                |
| Lacroix                | tr   |                |
| Lacroix (3)            | c.p. | N. Jenkins (3) |

| Arbitro: | Derek Bevan |

|          |      |                             |
| A. Foley | mt   | Carling Clarke T. Underwood |
|          | tr   | Andrew                      |
| P. Burke | c.p. | Andrew                      |

### 2ª giornata
| Arbitro: | Ken McCartney |

|                          |      |         |
| T. Underwood (2) Guscott | mt   | Viars   |
| Andrew (2)               | tr   | Lacroix |
| Andrew (4)               | c.p. | Lacroix |

| Arbitro: | Derek Bevan |

|                 |      |             |
| Cronin Joiner   | mt   | Bell Mullin |
| G. Hastings (2) | tr   |             |
| G. Hastings (4) | c.p. | P. Burke    |

### 3ª giornata
| Arbitro: | David McHugh |

|                          |      |                      |
| Sadourny Saint-André (2) | mt   | G. Hastings Townsend |
|                          | tr   | G. Hastings (2)      |
| Lacroix                  | c.p. | G. Hastings (3)      |
| Deylaud                  | drop |                      |

| Arbitro: | Didier Mené |

|                |      |                    |
|                | mt   | Ubogu R. Underwood |
|                | tr   | Andrew             |
| N. Jenkins (3) | c.p. | Andrew (2)         |

### 4ª giornata
| Arbitro: | Steve Lander |

|                 |      |                |
| Hilton Peters   | mt   | R. Jones       |
| G. Hastings (2) | tr   | N. Jenkins     |
| G. Hastings (4) | c.p. | N. Jenkins (2) |

| Arbitro: | Clayton Thomas |

|           |      |                                          |
| Geoghegan | mt   | Cécillon Delaigue E. Ntamack Saint-Andre |
| Elwood    | tr   | E. Ntamack                               |
|           | c.p. | E. Ntamack                               |

### 5ª giornata
| Arbitro: | Ray Megson |

|                |      |              |
|                | mt   | Mullin       |
|                | tr   | P. Burke     |
| N. Jenkins (4) | c.p. | P. Burke (2) |
|                | drop | P. Burke     |

| Arbitro: | Brian Stirling |

|            |      |                 |
| Andrew (7) | c.p. | G. Hastings (2) |
| Andrew     | drop | Chalmers (2)    |

## Classifica
| Pos | Squadra     | G | V | N | P | PF | PS | DP  | Pt |
| --- | ----------- | - | - | - | - | -- | -- | --- | -- |
| 1   | Inghilterra | 4 | 4 | 0 | 0 | 98 | 39 | +59 | 8  |
| 2   | Scozia      | 4 | 3 | 0 | 1 | 87 | 71 | +16 | 6  |
| 3   | Francia     | 4 | 2 | 0 | 2 | 77 | 70 | +7  | 4  |
| 4   | Irlanda     | 4 | 1 | 0 | 3 | 44 | 83 | −39 | 2  |
| 5   | Galles      | 4 | 0 | 0 | 4 | 43 | 86 | −43 | 0  |